# Лукаш Єльський

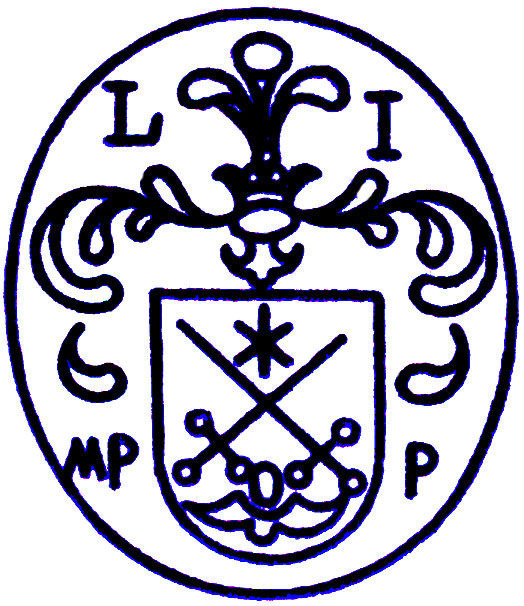
Герб Єльського на печатці 1650 року. В іспанському щиті два перехрещені навскіс мечі вістрями вгору над херувимом, між ними розміщена шестикінцева зірка; над щитом шолом під шоломовою короною, в нашоломнику три страусових пера, навколо щита намет; довкруги букви: LIMPP.

Лукаш Єльський герба Пелеш (пол. Łukasz Jelski; до 1605 — 1666) — державний та військовий діяч Речі Посполитої й короткий час Гетьманщини. Війт Пінська (з 1639 по 1650) та маршалок однойменного повіту (1641—1666), підчаший мозирський (з 1641). Ротмістр (1630), пізніше полковник.

## Біографія
Походив з руського шляхетського роду Берестейського воєводства, що бере початки в XVI столітті. За твердженням краєзнавця Володимира Леонюка, на початку 1620-тих років Єльський спільно з князем Юрієм Корибутовичем-Збаразьким відстоював права православної церкви, але згодом перейшов до католицтва. Володів багатьма маєтностями у Мінському воєводстві й від нього висувався на елекційний сейм 1632 р. при обранні Владислава IV на трон. Був одружений з Анастасією Будзилівною (пол. Anastazja Budziłówna).

### У війні з козаками
25-26 жовтня 1648 року в Пінську спалахнуло міщанське повстання; бурмістри, райці і цехмістри пішли на спілку із загоном українських козаків полковника Матвія Гладкого й впустили тих у місто. Для шляхти, католицького духовенства, а надто єврейських мешканців склалось загрозливе становище, Єльському довелося втікати. Ще наприкінці серпня у листі до слонімського соймика він зауважував, що тутешні селяни співчувають козакам й «чинять великі шкоди по містечках і домах шляхетських». Слід додати, що Єльський вже мав досвід боротьби з полком Гладкого під час оборони Слуцька.
На придушення повстанців рушив загін військ ВКЛ, очолюваний стражником Григорієм Мирським. На початку листопада він досяг села Хомськ, що за 70 км на північний захід від Пінська, тут же зібралася й повітова хоругва шляхти, що підпорядковувалася війту. 5 листопада, не чекаючи прибуття піхоти й артилерії, Єльський вдався до спроби самотужки відвоювати місто несподіваним ударом. Його кавалерійський загін, що спершу успішно просувався у напрямку замку, неочікувано наразився на підготовлену повстанцями засідку поблизу єзуїтського костелу, від щільного вогню зазнав суттєвих втрат й, покидаючи вбитих та поранених, відступив на північ до сусіднього села Ставок.
На світанку 9 листопада спільні сили Мирського та повітової шляхти, зокрема 2 хоругви самого війта, знову підступили до Пінська й відкрили гарматний вогонь по міських брамах. Опісля Єльський направив повстанцям лист з вимогою припинити боротьбу, видати козаків й «голови свої схилити в покірності», давши годину на роздуми. Проте оборонці відповіли на ультиматум рішучою відмовою й заприсяглися «стояти до горла». Польсько-литовських жовнірів та німецьких найманців зустрів настільки відчайдушний спротив, що часом доводилося поодинці здобувати кожну міщанську хату. Поки чоловіки стріляли з мушкетів, жінки та діти штрикали коней косами, насадженими сторчма. Хоругви Єльського «самі добровільно до штурму скочивши, відігнали неприятеля стрільбою від Лещинської брами, зміцненої рогатками й добре оснащеним народом» й увірвалися в місто. 10 листопада Пінськ був взятий. Наступними днями солдати стражника Мирського заповзялись грабувати міщан. Щонайменш 3 тис. мешканців вони умертвили у кривавій розправі, були спалені 2 римо-католицькі, 5 унійних і 2 православні храми, колегіум й більша частина будинків, постраждала ратуша. Пінський староста Альбрехт-Станіслав Радзивілл пізніш ремствував, що військо ВКЛ заподіяло більшу шкоду і спустошення, ніж власне козаки, а самого Мирського кляв «єретиком».
Надалі піхотний полк війта брав участь у битві під Лоєвим, поході князя Януша Радзивілла до Білої Церкви, в боях з українськими козаками під час Жванецької облоги. Наприкінці вересня 1655 року тримав оборону Пінська від московських військ воєводи Дмитра Андрійовича Волконського. Останні прибули річкою Піна до меж міста 25 вересня, але вояки Єльського та підчашого Яна Кедровського не дозволили супротивнику висадитися на берег. Тоді Волконський спустився на верству нижче й причалив біля села Пінковичі, в околицях якого зав'язався бій. Московські стрільці завдали «литовським людям» суттєвих втрат й, переслідуючи їх, того ж дня ввірвались у місто. Жовніри Єльського відступили, а росіяни з огляду на відсутність кінноти не стали вдаватися до гонитви. Війська Волконського пробули у Пінську 2 дні, та, як стверджувалося у пізнішій скарзі жителів, «міщан і гостей, чоловіків, жінок і дітей їх, немалу кількість тиранськи й мордерськи мучили різними нечуваними муками й на смерть побили», і в підсумку місто підпалили.

### На стороні Гетьманщини
У 1657 р. Єльський зробився прибічником переходу свого повіту під українську протекцію. Такий перелом у поглядах, імовірно, був зумовлений складним становищем ВКЛ, сильно постраждалим від спустошливих бойових дій на його теренах. Після відступу московитян Пінщину зайняли польські війська. Утім, якщо перші плюндрували костели та гнобили католиків, то другі діяли схожим чином стосовно православних храмів і монастирів. Як наслідок, орієнтація на Київ, з яким існували давні історичні зв'язки, стала видаватися у середовищі пінської шляхти цілком логічною. Литовський священник Альберт Віюк-Коялович з цього приводу писав: «од початку війни козацької справлявся маршалок Єльський, як tribunus legionis Pinscensis, дуже добре аж до походу під Жванець. Врешті, доведений до розпачу, пристав до козаків». Для останніх Пінський повіт слугував своєрідним містком на Побужжя й цінною ланкою у зносинах зі Швецією. Принагідно зауважити, що Лукаш Єльський вже мав справу відносно замирення з козаками, коли 1655 року навідав гетьманську Україну у складі місії Кола посольського. 
На тлі наступу українських й трансільванських військ супроти Речі Посполитої Богдан Хмельницький видав 31 грудня 1656 року універсал про гарантування безпеки тим обивателям ВКЛ, що сприятимуть Війську Запорозькому; 14 травня 1657 гетьманський намісник Антон Жданович оголосив про поширення козацького протекторату на Пінщину й вислав залогу «для ліпшого безпеченства». Своє чергою Лукаш Єльський видав 18 травня універсал із запрошенням пінських шляхтичів на повітовий соймик, вимагаючи прибути «без усякої проволо́ки». На зборах, що відбулися 23 травня, маршалка обрали головою посольства для ведення переговорів з Хмельницьким.
Зустріч у Чигирині пройшла успішно: старшинська рада заслухала пропозицію посланців й дала свою згоду. 20 червня 1657 року Лукаш Єльський та пінський стольник Адам Спитек Бжеський з товаришами від імені «усіх братів повіту» врочисто присягли на вірність українському гетьману й «для ґрунтовнішого скріплення підписалися при печаттях своїми власними руками». Пінщина, залюднена русинами, входила до складу молодої козацької держави на засадах «вічного і нерозривного союзу», а сам документ був вписаний до книг ґродських.
У «Забезпеченні», даному Хмельницьким 28 червня, підтверджувались всі станові прерогативи, вольності й шляхетські суди, що були при польському королі. Римо-католикам, їхнім храмам і школам гарантувалась релігійна свобода. Козаки зобов'язувались не навертати нікого силоміць до православ'я, що, на думку дослідниці Т. Таїрової-Яковлевої, докорінно відрізнялося від політики московського царя Олексія Михайловича. Водночас, протестанти, іменовані в тексті «сектами», та уніати потрапляли під заборону, хоча останнім пропонували підпорядкуватись київському православному митрополиту. За шляхтою, яка приставала до присяги, зберігалися всі спадкові землі, ленні й довічні надання, вона також отримувала можливість вільно обирати урядників. Влада гетьмана поширювалась, опріч Пінська, на Мозир і Турів, на цих землях утворювався окремий полк. Сину Лукаша Єльского, перед тим ротмістру коронного війська — Роману Антонію Єльському — дали чин козацького полковника. Висловлювалось припущення, що донька Єльського була одружена з Костянтином Виговським, однак історик Юрій Мицик називає таку обставину маловірогідною, хіба що в першому шлюбі. Згідно з гербівником Каспера Несецького, сестра Лукаша вийшла заміж за Якуба Єльця (пол. Jakób Jelec). 
Ян-Казимир у своєму універсалі від 14 серпня 1657 оголосив маршалка зрадником, котрий запродав повіт у «вічну неволю козакам», «на своїх рідних випросив маєтності й добра різних громадян» та «багато ворожого і зрадницького тепер чинить». За розпорядженням короля приналежна йому власність передавалася лояльним аристократам: Станіславу Вінценту Орді (села Топчиці, Христоболоти, Малі Сернічки, Криве Село, Пупкотиче та Кротон), булаківському старості Казимиру Нарушевичу (Золоте й половина Дубровиць) та Абраму Достоєвському.
Водночас з присягою послів був виданий гетьманський універсал про скликання на 23 вересня повітового соймика, на якому мала б відбутися урочиста присяга всієї шляхти за участі відрядженого українського посла Івана Груші. Важким ударом для прокозацького табору стала смерть Хмельницького, котра активізувала опозиційні кола. 20 серпня в Калавуровичах зібрався альтернативний соймик, представлений пропольськими роялістами й, за висловом Грушевського, «просто різними кар'єристами» на чолі із єпархіальним адміністратором А. Кваснинським-Злотим та повітовим хорунжим Ордою. Його учасники видали «маніфестацію», в котрій назвали присягу перевищенням повноважень, оскільки, як стверджувалося, шляхта первинно відрядила посланця, просячи «лише спокійного сусідства й протекції від угорського своєвільства й тиранства». Негативно сприймався й пункт про заборону греко-католицької церкви. В сторону Єльського закидалось, що той немалі кошти, зібрані на забезпечення спокою повіту, начебто вжив «на фальшиву промоцію особи своєї». Місія Івана Груші, який прибув із запізненням лише наприкінці серпня, не принесла успіху, тому з огляду на наступ військ Павла Сапеги козаки покинули місто.
В грудні 1657 року Костянтин Виговський вирішив відновити протекторат над пінською шляхтою, «сповняючи прохання тамошніх обивателів і обов'язок опіки над ними». Його брат, новий український гетьман, у реляції до волинського каштеляна Станіслава Беневського пообіцяв надіслати польському королю оригінал угоди з усіма підписами й виступив на захист «зацного старика» Лукаша Єльського, «відваги, рани і заслуги» якого призабуті іншими пінськими шляхтичами. Останні «злими обмовами споганили його славу» перед королем, «позбавили його маєтку і викинули з нього».

### Повернення на бік Речі Посполитої
У затяжній боротьбі за Пінський повіт межи Річчю Посполитою та гетьманською Україною Лукаш Єльський попервах залишався вірним угоді з останньою, проте в серпні 1658 р. він переметнувся на польський бік й одержав від короля повну амністію, ослабивши цим пінсько-козацький союз. У 1662 був обраний послом до сейму.
Того ж таки 1662 року Єльський став відповідачем у справі проти маршалка Річицького повіту Льва Яна Погірського. Справа розглядалася у Головному трибуналі ВКЛ. Суть звинувачень зводилась до того, що пінський війт, «зібравши козацьких і служебних людей, під іменем Хмельницького» здійснював збори стацій, грошових чиншів, медової данини не лише у своєму повіті, але й в мозирському, зокрема у 3 володіннях позивача. Крім того, він самовільно заволодів 2-ма рудними копальнями Погірського, всі доходи і готові руди з яких використовував у своїх цілях. Таким же «козацьким» методом він збирав різного роду хліб. Як стверджував Погірський, він терпів і мовчав про несправедливі дії з огляду на родинні зв'язки з Єльським та прохання з боку останнього не заводити судової справи й запевнення, що він покриє збитки. Втім, виявилося, що Лукаш Єльський сам подав позов проти Погірського, відповідно до якого той здійснював напади на його маєтності; ця обставина і стала причиною початку судового процесу з боку річицького маршалка.
Лукаш Єльський зоставив по смерті чимало документів, насамперед, боргові зобов'язання. Борги дісталися сину, Роману-Антонію, а після відходу того з життя перед 1678, вони перейшли до його вдови. Частку боргів оплатив Олександр Бутковський.